# Illon
Pour l’article homonyme, voir Illon (mont).
L'Illon est une rivière française, qui coule en région Grand Est, dans le département des Vosges. C'est un affluent du Madon en rive droite, donc un sous-affluent du Rhin par  la Moselle.

## Géographie
De 12,7 km de longueur, l'Illon prend sa source à Harol dont il traverse le hameau de la Rue, arrose Ville-sur-Illon, Les Ableuvenettes, Gelvécourt-et-Adompt et Begnécourt. Il rejoint le Madon quand celui-ci délimite Begnécourt et Bainville-aux-Saules.

## Affluents
L'Illon reçoit trois ruisseaux principaux : de Fontenaille (1,2 km) en rive gauche à Ville-sur-Illon, le Préel (2 km) en rive droite aux Ableuvenettes et de Prêle (1,5 km) en rive droite à Gelvécourt.

## Liens
- [PDF] Débits caractéristiques
- Parcours de l'Illon